# I’m Alone

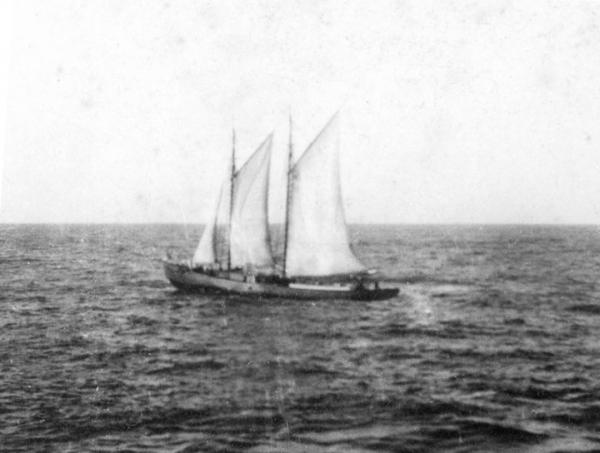
Szkuter „I’m Alone” w dniu, w którym został zatopiony

I’m Alone – kanadyjski szkuner wykorzystywany w celach przemytniczych w okresie prohibicji w USA. Statek zarejestrowany był w Lunenburgu w Nowej Szkocji. W 1929 jednostka została zatopiona przez Coast Guard. W 1935 stwierdzono, że akcja Coast Guard nastąpiła na wodach poza jurysdykcją Stanów Zjednoczonych, w związku z czym USA zobowiązane zostały do wystosowania przeprosin oraz wypłaty odszkodowania.
Do losów szkunera nawiązuje szanta I’m Alone at Lunenburg wykonywana m.in. przez The Irish Rovers (w polskiej wersji jako Szkuner I’m Alone wykonywana np. przez Smugglers).